# دینگوئیلگا
دینگوئیلگا شهری در شهرستان کونگوسی در استان بام در بورکینافاسوی شمالی است و جمعیت آن ۳۷۴ نفر است.